# Günther Reitzenstein
Günther Ernst Wolf Reitzenstein (* 12. November 1889 in Charlottenburg; † 1953) war ein deutscher Landrat und Verwaltungsrichter.

## Leben
Reitzenstein promovierte 1911 nach seinem Studium der Rechtswissenschaften an der Universität Würzburg zur Thematik Das Recht der Staaten an gemeinsamen Flüssen. Er war von 1916 bis 1918 Landrat im Kreis Euskirchen und von 1920 bis 1945 im Landkreis Templin. In dieser Eigenschaft hielt er engere Kontakte zum regionalen Großgrundbesitz. Ebenso gab er turnusgemäß, wie alle Landräte, allgemeine Lageberichte an die Geheime Staatspolizei. Im Zuge der Gleichschaltung des politischen Lebens nach 1933 wurde Reitenzenstein Vorsitzender des Waldhofes Templin, einer diakonischen Einrichtung.
Vom 13. Oktober 1949 bis zu seinem Tod war er Richter am Verwaltungsgericht Hannover. Parallel lief sein Sühneverfahren nach den Gesetzen zum Abschluss der Entnazifizierung.
Reitzenstein war Mitglied der Deutschen Dendrologischen Gesellschaft.